# Aero Spacelines
A Aero Spacelines, Inc. foi um fabricante norte-americano de aeronaves que ficou bastante conhecido por ter modificado unidades do Boeing 377 Stratocruiser em uma linha de aviões de carga designados por Guppy.

## História
A Aero Spacelines foi criada tendo em mente apenas um cliente: a NASA. A NASA necessitava de transportar os motores do super foguete Saturno V da Califórnia para a Florida, mas a dimensão dos motores constituía uma dificuldade no transporte por comboio e por navio, tanto ao nível financeiro como da própria integridade dos mesmos. A solução sería por via aérea mas, na época, não existia nenhuma aeronave com capacidade para o seu transporte.
Seriam Jack Conroy, um ex-piloto da força aérea dos EUA, e Lee Mansdorf, um vendedor de aeronaves, a conceber o Guppy.

## Aeronaves construídas
A Aero Spacelines construiu oito aeronaves da família Guppy enquanto esteve em atividade.

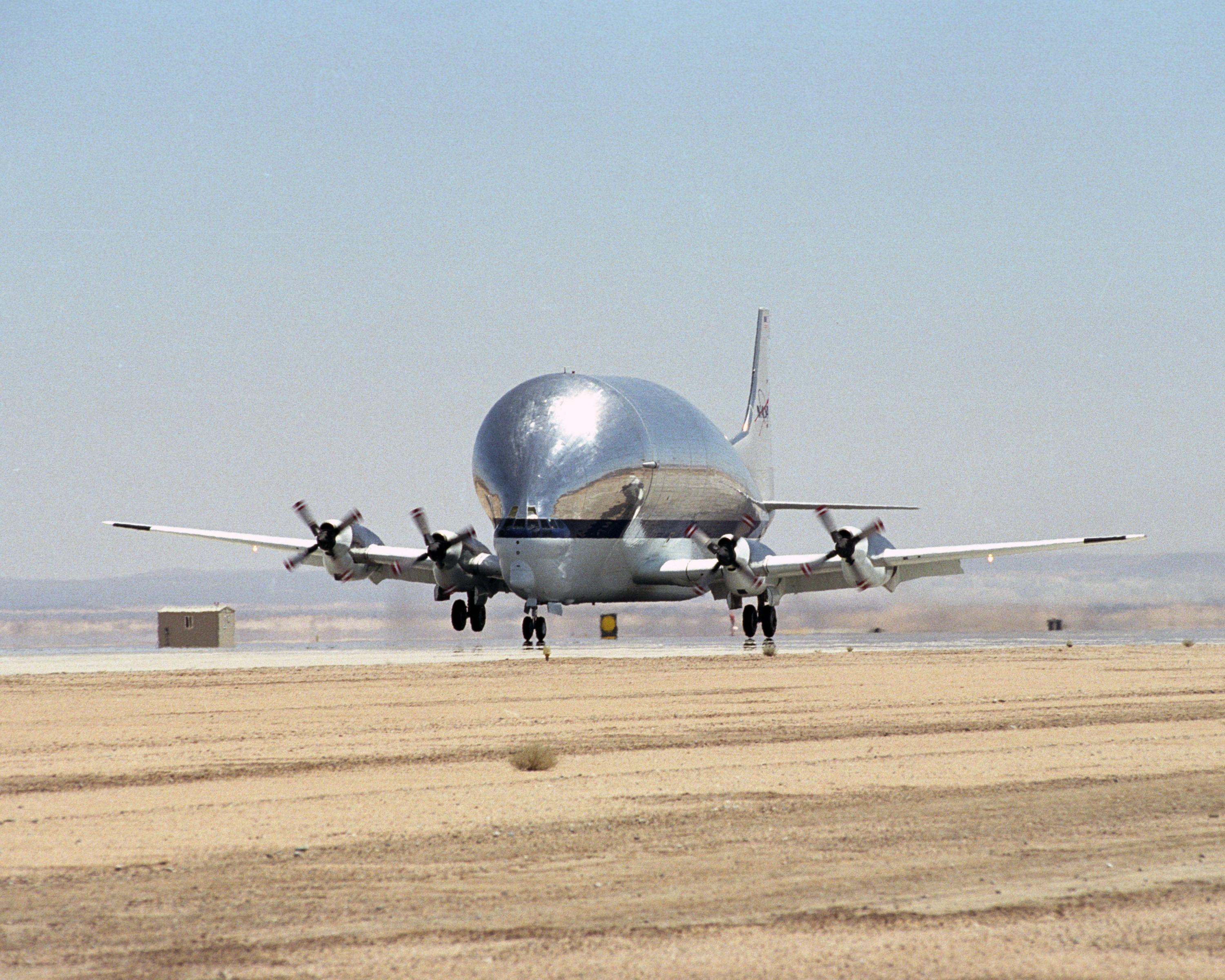
Um Super Guppy Turbine utilizado pela NASA

- Pregnant Guppy (em português, Guppy grávida) (1962): a primeira aeronave a ser construída para dar apoio ao transporte dos motores do Programa Apollo. Foi construída apenas um exemplar.
- Super Guppy (1965): uma aeronave turbo-hélice, de grande alcance e capacidade de carga, foi produzida em duas versões: o Super Guppy e o Super Guppy Turbine; ao todo, foram construídas uma Super Guppy e quatro Super Guppy Turbine. Somente um Super Guppy Turbine está em operação.
- Mini Guppy (1967): uma versão de menor dimensão do Super Guppy, produzida em duas versões: Mini Guppy e Mini Guppy Turbine; foram construídas uma de cada versão. Apenas a Mini Guppy existe e está exposta no Museu do Ar de Tillamook, no Oregon; Infelizmente a Mini Guppy Turbine foi destruída ao se acidentar durante um voo de teste que vitimou toda a tripulação.

## Legado
Embora a Aero Spacelines já não esteja mais no mercado, deixou um grande legado importante na indústria da aviação. A Aero Spacelines demonstrou que aeronaves de grande dimensão para o transporte de cargas superdimensionadas eram viáveis economicamente. Outras companhias aéreas seguiram os passos da Aero Spacelines tais como a Airbus (que utilizou quatro Super Guppy), que construiu os Airbus A300 e Airbus A300-600ST Beluga. Em 13 de Outubro de 2003, a Boeing anunciou que as peças do Boeing 787 seríam transportadas por via aérea em Boeings 747-400 modificados.